# 吴尚之
吴尚之（1957年8月—），男，湖南湘阴人，中华人民共和国政治人物。

## 生平
1983年12月加入中国共产党，1984年7月参加工作，武汉大学哲学系哲学专业毕业。1984年，供职于中国大百科全书出版社。1995年，担任《百科知识》杂志社长、总编辑。1997年7月，担任新闻出版署图书出版管理司副司长。2002年，担任新闻出版总署音像电子和网络出版管理司副司长。2004年，担任司长。2008年，改任新闻出版总署出版管理司司长。2013年，担任国家新闻出版广电总局出版管理司司长。2014年，担任国家新闻出版广电总局党组成员、副局长。2018年1月，当选第十三届全国政协委员。